# Cantó de Vilafòrt
El cantó de Villefort és un cantó francès del departament del Losera, a la regió d'Occitània. Està circumscrit al districte de Mende, té 7 municipis i el cap cantonal és Vilafòrt.

## Municipis
- Altièr
- Puèglaurenç
- Planchamp
- Porchareças
- Prevenchièiras
- Sent Andrieu de Cap a Cèse
- Vilafòrt